# Смолява
Смо́лява — село в Україні, у Берестечківській громаді Луцького району Волинської області. Населення становить 707 осіб.

## Географія
На південній околиці села бере початок струмок Білий Луг.

## Історія
У 1906 році село Берестецької волості Дубенського повіту Волинської губернії. Відстань від повітового міста 60 верст, від волості 5. Дворів 75, мешканців 744.
12 червня 2020 року, відповідно до розпорядження Кабінету Міністрів України № 708-р «Про визначення адміністративних центрів та затвердження територій територіальних громад Волинської області», село увійшло у склад Берестечківської міської громади.

## Населення
Згідно з переписом УРСР 1989 року чисельність наявного населення села становила 788 осіб, з яких 372 чоловіки та 416 жінок.
За переписом населення України 2001 року в селі мешкало 707 осіб.

### Мова
Розподіл населення за рідною мовою за даними перепису 2001 року:
| Мова       | Відсоток |
| ---------- | -------- |
| українська | 99,15 %  |
| російська  | 0,42 %   |
| білоруська | 0,14 %   |
| інші       | 0,29 %   |

### Релігія
У 2019 році релігійна громада села вийшла з підпорядкування УПЦ московського патріархату і приєдналася до ПЦУ.